# Петрашевичи
Петраше́вичи (бел. Петрашэ́вічы) — деревня в составе Боровского сельсовета Дзержинского района Минской области Беларуси. Деревня расположена в 16 километрах от Дзержинска, 49 километрах от Минска и 15 километрах от железнодорожной станции Койданово.

## История
Известна со 2-й половины XVI века, в составе Койдановского графства Минского повета Великого княжества Литовского, собственность Радзивиллов. В 1588 году — село, насчитывается 44 дыма, 47 волок земли. После второго раздела Речи Посполитой (1793 год) в составе Российской империи. В то же время в деревне действовала корчма. В 1870 году Петрашевичи — владение князя Доминика Радивила, в составе Минского уезда, в этом же году насчитываются 28 дворов, проживали 253 жителей. В середине XIX века принадлежала помещику А. Ленскому. В 1897 году, по данным первой всероссийской переписи населения, в деревне насчитывается 51 двор, проживают 255 жителей, в одноименном поместье — 23 жителей. Деревня находилась в составе Рубежевичской волости Минского уезда Минской губернии. В 1917 году — 67 дворов, 329 жителей, в поместье — 11 жителей, находилась в составе Великосельской волости.
С 20 августа 1924 года в составе Старинковского сельсовета Койдановского района Минского округа. С 15 марта 1932 года Койдановский район реогранизован в Койдановский национальный польский район, а 29 июня 1932 года — в Дзержинский национальный польский район. 31 июля 1937 года национальный район упразднён, а территория передана в состав Минского района. С 20 февраля 1938 года в составе Минской области, с 4 февраля 1939 года в восстановленном Дзержинском районе. В 1926 году было создано машинное товарищество, в деревне насчитываются 83 двора, проживают 359 жителей. В годы коллективизации был организован колхоз имени Петрашевича, который обслуживала Койдановская МТС, работала кузница. 
В Великую Отечественную войну с 28 июля 1941 года до 7 июля 1944 года деревня была оккупирована немецко-фашистскими захватчиками, на фронте погибли 18 сельчан. В 1960 году деревня была передана из состава Старинковского сельсовета в состав Боровского сельсовета, в Петрашевичах проживали 254 жителя. Входила в колхоз имени Горького (центр — д. Боровое). В 1991 году, насчитывается 44 двора, проживают 115 жителей. С 2003 года в составе ОАО «Боровое-2003», ранее действовали продуктовый магазин и сельский клуб.

## Население
| Численность населения (по годам) | Численность населения (по годам) | Численность населения (по годам) | Численность населения (по годам) | Численность населения (по годам) | Численность населения (по годам) | Численность населения (по годам) | Численность населения (по годам) |
| 1870                             | 1897                             | 1909                             | 1917                             | 1926                             | 1960                             | 1991                             | 1999                             |
| -------------------------------- | -------------------------------- | -------------------------------- | -------------------------------- | -------------------------------- | -------------------------------- | -------------------------------- | -------------------------------- |
| 253                              | ↗278                             | ↗298                             | ↗340                             | ↗359                             | ↘254                             | ↘90                              | ↘73                              |
| 2004                             | 2010                             | 2017                             | 2018                             | 2020                             | 2022                             |                                  |                                  |
| ↘54                              | ↘46                              | ↘36                              | ↘35                              | ↗37                              | ↘32                              |                                  |                                  |